# Sechster Kreuzzug
Der sechste Kreuzzug war eine große „bewaffnete Pilgerfahrt“ des französischen Königs Ludwig IX. von Frankreich, die im August 1248 begann und im April 1254 scheiterte.
Der Kreuzzug hatte eine Entlastung der christlichen Kreuzfahrerstaaten sowie die Rückgewinnung von Jerusalem, das 1244 wieder an die Muslime gefallen war, zum Ziel. Der Angriff erfolgte auf das Sultanat der Ayyubiden in Ägypten, das Zentrum der größten muslimischen Macht, unter dessen Herrschaft sich auch Jerusalem befand. Im Wesentlichen folgte der sechste Kreuzzug dem strategischen Konzept des Kreuzzugs von Damiette, welcher allerdings 1221 nach anfänglichen Erfolgen gescheitert war. Dennoch wurde für eine erfolgreiche Rückgewinnung Jerusalems ein siegreich geführter Schlag gegen Ägypten als alternativlos erachtet.
Die Zählweise dieses Kreuzzuges ist in der Geschichtsschreibung unterschiedlich. Da besonders in Deutschland der Kreuzzug von Damiette (1218–1221) und der Kreuzzug Kaiser Friedrichs II. (1228–1229) im sogenannten „fünften Kreuzzug“ zusammengezählt werden, wird der Kreuzzug Ludwigs IX. nach Ägypten hier als der „sechste“ gezählt. In Frankreich und England hingegen werden die Kreuzzüge von Damiette und Friedrichs II. voneinander separat als fünfter und sechster gezählt, wodurch der Ludwigs IX. als der „siebte Kreuzzug“ geführt wird.

## Vorgeschichte
Das Reich der Choresmier in Persien wurde 1220 von den Mongolen des Dschingis Khan zerschlagen, der letzte Choresm-Schah Dschalal ad-Din Mengübirti fiel 1231. Ein infolgedessen vaterlandslos gewordener Rest des choresmischen Heeres, eine Reitertruppe, die Chwarezmiya genannt worden und nach Syrien entkommen war, ließ sich 1244 vom Ayyubiden-Sultan as-Salih Ayyub als Söldner anwerben. Auf dem Weg, sich bei Gaza mit dem Heer der Ayyubiden zu vereinigen, hatten sie im Spätsommer 1244 Jerusalem besetzt und geplündert, die Christen aus der Stadt vertrieben und sie für den Sultan in Besitz genommen.
Die seit 1219 unbefestigte und militärisch unbedeutende Stadt war 1229 durch einen Vertrag zwischen Kaiser Friedrich II. und Sultan al-Kamil Muhammad kampflos an die Christen gefallen. Deren Besitzrecht war nach Ende des Kreuzzugs der Barone 1241 noch einmal durch Sultan as-Salih Ayyub bestätigt worden. Der Friede zwischen Akkon und Kairo hatte sich aber zuletzt als brüchig erwiesen, besonders nachdem die Barone Outremers 1243 den Statthalter des Kaisers aus Tyrus vertrieben hatten (Lombardenkrieg). Durch seine diplomatischen Kontakte zum Hof von Kairo stellte der Kaiser bis dahin eine Garantiemacht für den Fortbestand der christlichen Herrschaften dar. Nach dem Wegfall des kaiserlichen Einflusses in Outremer betrachtete Sultan as-Salih Ayyub seine Abkommen mit den Christen als hinfällig, zumal sie mit seinen ihm feindlich gesinnten Vettern, den Herrschern von Damaskus und Karak, paktiert hatten. Der nunmehr endgültige Verlust Jerusalems 1244 für die Christen war die direkte Folge dieser Aufkündigung.
Angesichts der neuen Bedrohung durch den Sultan von Ägypten hatten sich die Kreuzfahrerstaaten mit den muslimischen Herrschern von Damaskus, Karak, Aleppo und Homs verbündet. Diese christlich-muslimische Koalition sammelte ihr Heer bei Askalon. Zunächst sollte damit das ägyptisch-choresmische Hauptheer geschlagen, anschließend Jerusalems wieder christlich besetzt werden. Am 17. Oktober 1244 erlitten die Verbündeten in der Schlacht von La Forbie eine vernichtende Niederlage gegen das Heer des Sultans, das von dem Mameluken Rukn ad-Din Baibars angeführt wurde. Der hohe Blutzoll unter den Christen führte zu einer akuten Gefährdung ihrer Verteidigungsfähigkeit, allerdings konzentrierte sich der ägyptische Sultan zunächst auf die Eroberung Syriens und die Unterwerfung seiner ayyubidischen Vettern, was den Christen etwas Zeit verschaffte.

## Kreuzzugsaufruf
Schon unmittelbar nach der Schlacht von La Forbie hatte der überlebende lateinische Patriarch von Jerusalem, Robert von Nantes, in einem Schreiben Papst Innozenz IV. von der Verschlechterung der Lage für das christliche Outremer unterrichtet. Kurz darauf reiste er persönlich nach Europa, wo er im Juni 1245 auf dem Konzil von Lyon einen neuen Kreuzzug zur Rückeroberung Jerusalems forderte. Das Konzil stimmte dem Vorhaben zu und der Papst ließ über seine Legaten in Frankreich, England, Italien, Deutschland und Skandinavien den Kreuzzug predigen.

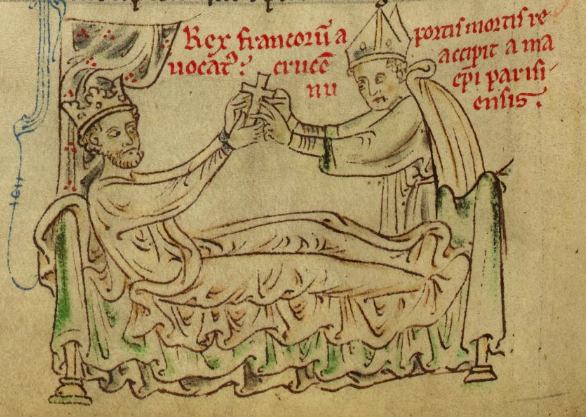
Auf dem Krankenbett liegend und mit den Händen auf dem wahren Kreuz bekräftigt Ludwig IX. sein Kreuzzugsgelübde. Matthäus Paris, Historia Anglorum, 13. Jahrhundert.

Mit König Ludwig IX. von Frankreich besaß der Kreuzzug von Anfang an seinen wichtigsten Unterstützer und damit auch einen Anführer. Der König hatte bereits 1244 während einer schweren Krankheit in Pontoise ein Kreuzzugsgelübde abgelegt, noch bevor die Nachricht vom Verlust Jerusalems und der Niederlage von La Forbie in Frankreich eingetroffen war. Ludwig IX. hatte bereits den Kreuzzug der Barone finanziell und logistisch unterstützt, sah sich aber erst nach der Abwehr eines englischen Angriffs im April 1242 (Schlacht bei Taillebourg) und der Niederwerfung letzter Widerstandsnester im Languedoc 1244 (Montségur) dazu in der Lage, ein persönliches Kreuzzugsvorhaben umzusetzen. Durch die Predigten des Legaten Odo von Châteauroux zusätzlich gefördert, stellte sich innerhalb des französischen Adels und der Ritterschaft eine allgemeine Begeisterung für einen Kreuzzug ein. In den anderen Königreichen Europas fielen die Reaktionen auf den Kreuzzugsaufruf verhaltener aus. In England erklärten sich einige Adlige zu einer Teilnahme bereit, aber König Heinrich III. lehnte eine persönliche Beteiligung ab, da er sich einer wachsenden Opposition seiner Barone gegenübersah. König Håkon IV. von Norwegen erklärte zwar mehrmals seine Bereitschaft, sich mit einem größeren Kontingent am Kreuzzug zu beteiligen, allerdings erwiesen sich seine Zusagen als diplomatische Winkelzüge. Der ungarische König Béla IV. protestierte gar beim Papst gegen die Kreuzzugspredigten in seinem Land, das nur wenige Jahre zuvor vom Mongolensturm entvölkert worden und nun verteidigungsunfähig war, worauf der Papst dem Kampf gegen die Mongolen sowohl in Ungarn als auch in Polen einen eigenen Kreuzzugscharakter zuerkannte.
Der mangelnde Kreuzzugsenthusiasmus unter der europäischen Ritterschaft lag nicht zuletzt an der ambivalenten Haltung des Papstes zu diesem Unternehmen und der aktuellen politischen Situation im Heiligen Römischen Reich begründet: Seit 1239 befanden sich Papst und Kaiser wieder im Konflikt gegeneinander, der die Situation auf Jahre hinaus bestimmte und in der förmlichen Absetzung des Kaisers im Juli 1245 mündete. Ludwig IX. vermittelte im Hinblick auf den Kreuzzug mehrmals erfolglos zwischen beiden Parteien in der Hoffnung besonders den Kaiser, dessen Absetzung er nicht anerkannte, für das Unternehmen gewinnen zu können. Der Papst wiederum ordnete dem Kampf gegen die Staufer alles andere unter und rief stattdessen im Heiligen Römischen Reich zum Kreuzzug gegen den Kaiser auf. Um militärische Kräfte an seine Sache zu binden, sabotierte er auch die Kreuzzugsorganisation des französischen Königs, zum Beispiel indem er 1246 in einem vertraulichen Schreiben dem Legaten Odo von Châteauroux die Einstellung der Kreuzzugspredigten in Deutschland nahelegte, um dort die gleichzeitig geführten Predigten für den antistaufischen Kreuzzug nicht zu behindern. Mehrere deutsche Kreuzfahrer, wie zum Beispiel Herzog Heinrich II. von Brabant, erteilten darauf dem französischen König eine Absage, um sich dem deutschen Gegenkönig Wilhelm von Holland gegen die Staufer (Belagerung von Aachen 1248) anzuschließen. In einer langjährigen Abwesenheit Ludwigs IX. in Outremer erkannte der Papst zuerst eine Gefährdung seiner eigenen Position gegenüber dem Kaiser, hatte er doch 1244 vor allem wegen der Schutzgarantien Ludwigs IX. die päpstliche Residenz nach Lyon verlegt. Aus diesem Grund legte der Papst später keinen besonderen Wert auf die Realisierung des im März 1250 doch noch abgelegten Kreuzzugsgelübdes des englischen Königs, um diesen als möglichen Bündnispartner gegen den Kaiser in Europa zu halten.
Von Kaiser Friedrich II. selbst wurde dem Kreuzzug wesentlich mehr Unterstützung entgegengebracht. Zwar sah auch er sich in Anbetracht der eigenen Lage außer Standes sich dem Unternehmen anzuschließen, doch sicherte er in einem Schreiben an Ludwig IX. im Frühjahr 1247 materielle und logistische Hilfeleistungen zu. Seinen Beamten in Italien und Sizilien befahl der Kaiser, Waffen, Proviant und Pferde für durchziehende Kreuzritter bereitzustellen; auch gestattete er die Nutzung italienischer Häfen für den Seetransport in die Levante. Trotz dieses Entgegenkommens wurde der Kreuzzug auch von kaiserlicher Seite behindert, als Friedrich II. 1248 das mit ihm verbündete Pisa zu militärischen Aktivitäten gegen das päpstlich gesinnte Genua ermutigte, hinter deren Flottenrüstungen er einen bevorstehenden Angriff auf Sizilien erkannt haben wollte. Tatsächlich rüstete Genua eine Flotte zum Transport der französischen Kreuzfahrer aus. Abgesehen von diesem Vorfall hielt der Kaiser insgesamt seine Unterstützung für den Kreuzzug aufrecht. Im Verlauf des Unternehmens steuerte er im Juli 1249 dem nach Ägypten nachziehenden Prinzen Alfons von Poitiers fünfzig Schlachtrösser und zwei Schreiben bei, in denen er Ludwig IX. versicherte, so bald wie möglich selbst das Kreuz zu nehmen, um ihn im Orient zu unterstützen. Nachdem die Gefangennahme Ludwigs IX. im April 1250 in Europa bekannt geworden war, sandte der Kaiser eine Gesandtschaft an den Sultan zu Kairo, um über die Auslösung des französischen Monarchen zu verhandeln.
Von der aktuellen Geschichtsforschung als unglaubwürdig gewertet wird das häufig auftretende Gerücht, Kaiser Friedrich II. habe den Kreuzzug an den Sultan von Ägypten verraten. Dafür liegen nur zwei muslimische Berichte vor, von denen das um 1330 von Qaratay niedergeschriebene persönliche Gespräch, in welchem Ludwig IX. seine Pläne dem Kaiser offenbart habe, rein fiktiv ist. Beide Herrscher haben sich nie persönlich getroffen. Etwas konkreter wird der zeitgenössische Autor Ibn Wasil, dem 1261 während einer Gesandtschaftsreise an den Hof König Manfreds von Sizilien ein sizilianischer Ritter offenbart habe, 1248 Beteiligter an einer Mission nach Kairo gewesen zu sein, die den Sultan vor dem bevorstehenden Angriff Ludwigs IX. gewarnt habe. Diese Behauptung wird allerdings von keiner anderen Quelle, besonders aus der päpstlichen Propaganda, bestätigt. Auch seitens französischer Autoren ist kein Vorwurf des Verrats gegen den Kaiser überliefert.

## Verlauf

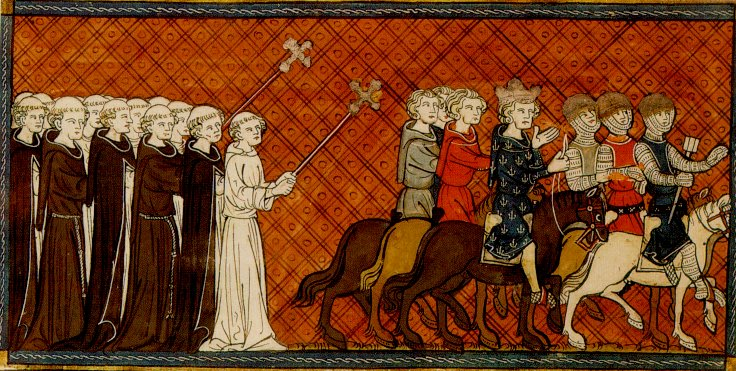
Ludwig der Heilige bricht 1248 zum Kreuzzug auf; französische Darstellung aus dem 14. Jahrhundert.

### Aufbruch
Am Pfingstfreitag den 12. Juni 1248 nahm Ludwig IX. in Saint-Denis die Oriflamme aus den Händen des Legaten Odo von Châteauroux entgegen und brach darauf mit seinem Gefolge Richtung Aigues-Mortes auf. In Sens machte er sogleich einen Halt um dem dort gerade abgehaltenen Generalkapitel der Franziskaner beizuwohnen. Auf dem weiteren Weg entlang des rechten, französischen Ufers der Rhône legte er in Lyon einen weiteren Zwischenstopp ein, um noch einmal aber vergeblich bei Papst Innozenz IV. vermittelnd für Kaiser Friedrich II. zu wirken. Kurz nach Lyon erstürmte er die Burg auf dem Felsen von Glun, deren Herr es gewagt hatte Wegzoll von durchziehenden Pilgern und Kreuzfahrern zu erpressen.

### Zypern
Am 25. August 1248 schiffte Ludwig IX. sich mit dem Großteil seines Kreuzzugsheeres im Hafen von Aigues-Mortes nach Zypern ein. Zu seinem engsten Gefolge gehörten seine Ehefrau Margarete von der Provence, seine Brüder Robert von Artois und Karl von Anjou und zahlreiche Bischöfe und Hochadlige seines Landes. Der vierte Bruder, Alfons von Poitiers, blieb zunächst zurück und sollte erst später mit nachziehenden Kontingenten aufbrechen. Die Schiffe samt ihren Mannschaften wurden hauptsächlich von Genua gestellt.
Der König landete am 17. September im Hafen von Limassol an, wo sich ihm in den kommenden Wochen weitere Kontingente und Nachzügler anschlossen. Der königliche Kämmerer Jean de Beaumont bezifferte die Gesamtzahl der bei Zypern zusammengezogenen Schiffe auf 120 große Galeeren und 800 weitere kleinere Transportschiffe (der Ritter Gui nannte insgesamt 1.500 und Joinville 1.800 Schiffe). Der Kern des Kreuzzugsheers wurde vor allem von französischen Rittern gebildet, unter ihnen befanden sich auch Kontingente aus England, Lothringen und Friesland. Auf Zypern schlossen sich weiterhin die Ritter der Kreuzfahrerstaaten der Levante und Griechenlands, sowie Truppen der Ritterorden der Templer, der Johanniter, der Deutschritter und der Lazarener dem Heer an. Zeitgenössische Quellen geben die Stärke des Heeres mit bis zu 50.000 Mann an, was wohl übertrieben ist. Der königliche Sekretär Jean Sarrasin bezifferte die Anzahl der adligen Ritter auf ca. 2.500 sowie 5.000 besonders ausgebildete und besoldete Bogen- und Armbrustschützen. Der Kämmerer Beaumont zählte 1.900 Ritter aus Europa sowie 900 Ritter aus den Kreuzfahrerstaaten einschließlich der Ritterorden, Joinville schätzte auf insgesamt 2.800 Ritter. Moderne Historiker gehen anhand der aufgewandten Unterhaltskosten von einer Gesamtgröße des Heeres von ca. 15.000 Mann aus.
Um den Zeitpunkt der Ankunft der Kreuzfahrer auf Zypern, hielt sich der Sultan von Ägypten, as-Salih Ayyub, mit seinem Heer in der Region um Gaza auf und bedrohte Jaffa und Caesarea. Bereits im Vorjahr hatte er Tiberias und Askalon erobert. Allerdings wandte er sich nun nicht gegen eine christliche Stadt, sondern gegen seinen Vetter an-Nasir Yusuf, welcher gewaltsam Homs an sich gebracht hatte. Die Meister der Ritterorden hatten im Oktober 1248 zu Ludwig IX. schriftlichen Kontakt aufgenommen und ihm geraten, die innerdynastischen Konflikte der Ayyubiden in Syrien zum eigenen Vorteil auszunutzen. Ludwig aber verbot den Ritterorden darauf jeden weiteren diplomatischen Kontakt zu den muslimischen Herrschern, worauf die Orden mit ihren Kontingenten nach Zypern übersetzten, um sich dem Heer anzuschließen. Nachdem der Sultan vom Eintreffen des Kreuzzuges auf Zypern erfahren hatte, brach er im Spätjahr 1248 die Belagerung von Homs ab, um sich nach Ägypten zurückzuziehen. Da aufgrund der schlechten Wetterbedingungen um diese Jahreszeit ein sicheres Übersetzen des Heers auf das Festland nicht gewährleistet war, richteten sich die Ritter auf Zypern zur Überwinterung ein. Während des rund neun Monate andauernden Aufenthalts auf der Insel starben etwa 260 Ritter an um sich greifenden Krankheiten. In dieser Zeit war Ludwig IX. diplomatisch in der Levante aktiv, um etwaige Hindernisse zu beseitigen, die den Kreuzzug stören könnten. Dem Fürsten von Antiochia sandte er 600 Bogenschützen für den Kampf gegen die Rum-Seldschuken, weiterhin vermittelte er zwischen Antiochia und dem mit ihm verfeindeten armenischen König von Kilikien.
Bereits im Dezember 1248 hatte Ludwig IX. zwei christliche Gesandte des im persischen Raum aktiven mongolischen Feldherrn Iltschikadai empfangen. Wie der Legat Odo von Châteauroux berichtete, bescheinigten die Gesandten dem König ein dem Christentum wohlwollendes Entgegenkommen seitens der Mongolen, deren Großkhan Güyük ein Nachfahre des Priesterkönigs Johannes sei. Ein kurz darauf auf Zypern eintreffender Brief des armenischen Königsbruders Sempad, der eine Reise zum Großkhan unternommen hatte, bestätigte diese Behauptungen. Die mongolischen Gesandten hatten dem König weiterhin über die militärischen Pläne des Feldherrn Iltschikadai unterrichtet, der angeblich im Sommer 1249 einen Angriff auf den Kalifen in Bagdad unternehmen wolle. Dazu rieten sie zu einem gleichzeitigen Angriff auf Kairo, wodurch die zwei wichtigsten politischen Zentren der islamischen Welt bedroht werden konnten. Ebenso wie Châteauroux berichteten Jean Sarrazin und später Jean de Joinville von Hilfsangeboten seitens der Mongolen für den Kampf gegen die muslimischen Herrscher. Inwiefern diese Offerten einen Einfluss auf die strategische Planung des Kreuzzuges gehabt hatten, ist unklar, besonders was das von Ludwig IX. ausgegebene Angriffsziel Ägypten anbelangt. Im Januar 1249 entsandte Ludwig eine diplomatische Mission unter dem Dominikaner André de Longjumeau nach Zentralasien, der die tatsächliche Haltung des Großkhans zum Christentum feststellen und gegebenenfalls Bündnisverhandlungen mit ihm führen sollte.
Im Verlauf des Frühjahres 1249 kam es zwischen den Niederlassungen der Seerepubliken Genua und Pisa in Akkon zu gewaltsamen Zusammenstößen, die auf Druck Ludwigs IX. schnell beendet wurden. Eine mögliche Verwicklung der genuesischen Kreuzzugsflotte in diesen Konflikt hätte die weitere militärische Planung behindert, die im April 1249 in ihre entscheidende Phase getreten war, nachdem der König mit Ägypten das Angriffsziel offiziell bekanntgegeben hatte. Bis dahin hatte er eine strikte Geheimhaltung hinsichtlich des Ziels walten lassen, um die Vorbereitung einer adäquaten Verteidigung durch den Gegner zu unterbinden. Nachdem schlechtes Wetter den Aufbruch der Flotte um weitere zwei Wochen verzögert hatte, stach der Kreuzzug am 19. Mai 1249 mit Kurs auf die ägyptische Küste in See.

### Damiette

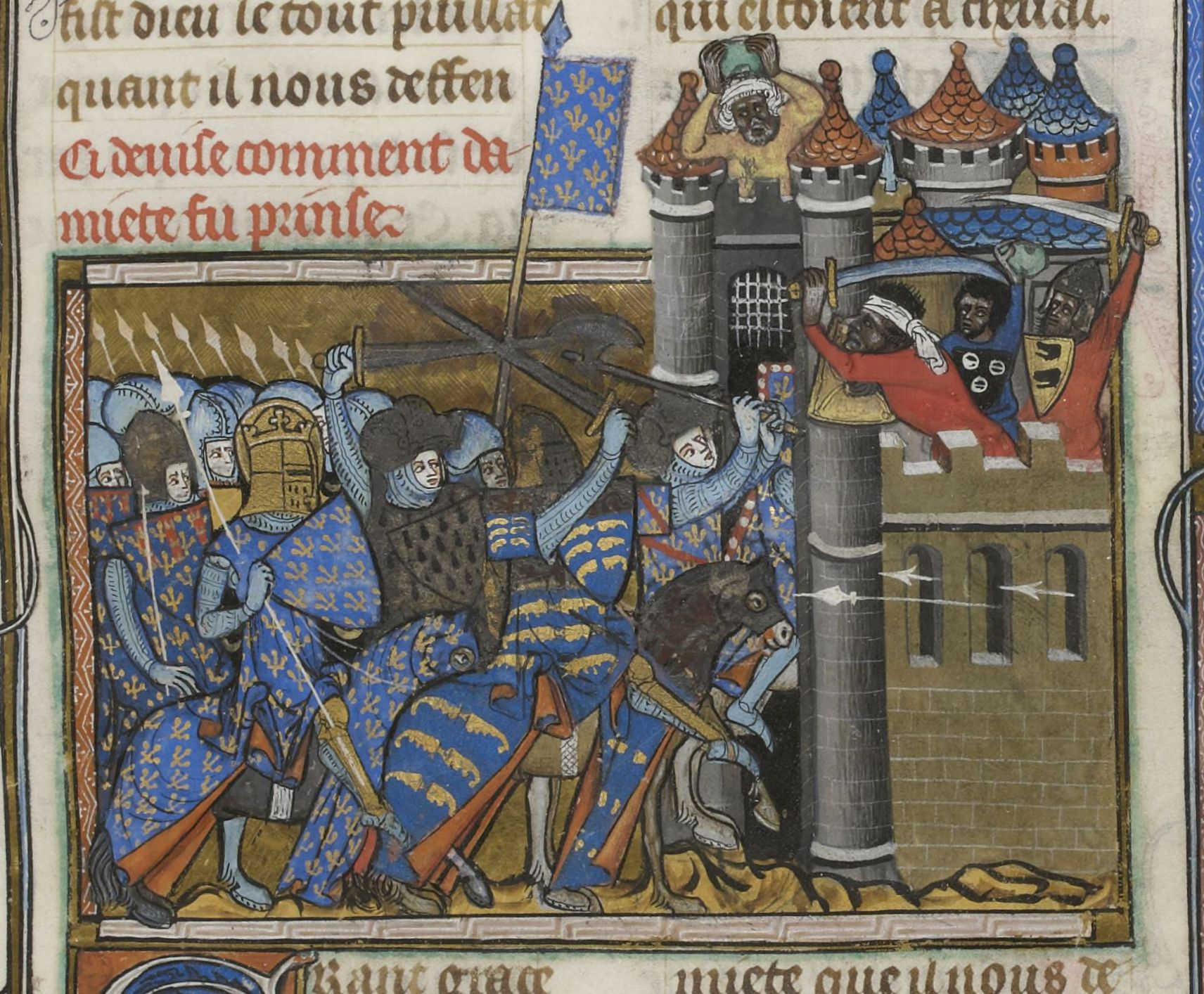
Die Kreuzfahrer des heiligen Ludwig nehmen Damiette ein; französische Miniatur aus dem 14. Jahrhundert

Karte des Nildeltas im 13. Jahrhundert

Erst an Bord ihrer Schiffe wurde den Unterführern das genaue Angriffsziel mitgeteilt, die ägyptische Stadt Damiette. Von dieser strategisch wichtigen Festungsstadt aus sollte das Kernland der Ayyubiden, Ägypten, erobert werden. Die Kreuzfahrer erreichten die Nilmündung am 4. Juni 1249. Am 5. Juni landete Ludwig am Westufer des Nils nahe der am gegenüberliegenden Ufer gelegenen Stadt Damiette. Dort schlug er ein ayyubidisches Heer unter der Führung des Mameluken Fachr ad-Din Yusuf, das die Landung zu verhindern versuchte. Die Christen erlitten nur geringe Verluste, während zwei muslimische Emire im Kampf fielen. Die Geschlagenen zogen sich über eine behelfsmäßige Brücke aus zusammengebundenen Schiffen auf das Ostufer des Nils zurück, schlossen sich aber nicht der Garnison von Damiette an. Stattdessen zog sich Fachr ad-Din Yusuf mit seinen Kriegern stromaufwärts in die Provinzhauptstadt Achmoum-Tanah zurück, wo Sultan as-Salih mit dem Hauptheer lagerte. Dies entmutigte die Garnison von Damiette vom arabischen Stamm der Banu-Kinānah derart, dass sie die Stadt räumten und sich ebenfalls stromaufwärts zum Hauptheer zurückzogen. Dabei versäumten sie es, die Behelfsbrücke über den Nil zu zerstören. Die Kreuzfahrer bemerkten am nächsten Tag, dass Damiette geräumt war und besetzten die Stadt fast kampflos am 6. Juni 1249.
Durch die Einnahme von Damiette fiel Ludwig eine stark befestigte und mit reichen Vorräten ausgestattete Schlüsselfestung in die Hände. Diese Festung hatte dem Heer des Kreuzzugs von Damiette (1218–1221) über ein Jahr lang standgehalten und war den Kreuzfahrern nun im Handstreich in die Hände gefallen. Für die Muslime war der Verlust der Stadt ein verheerender Rückschlag; eigentlich hatten sie gehofft, die Kreuzfahrer möglichst vor Damiette binden und schwächen zu können, um Zeit zu gewinnen, ein ausreichend großes Entsatzheer zusammenzuziehen. Entsprechend hart fiel die Bestrafung des Sultans gegenüber den Banu-Kinānah aus, von denen er fünfzig Stammesführer strangulieren ließ. Auch Fachr ad-Din Yusuf sollte für sein Versagen exekutiert werden, aber eine drohende Palastrevolte der Mameluken brachte den Sultan davon ab. Stattdessen zog er sich mit seinen Truppen nilaufwärts nach al-Mansura zurück, um dort das Heer neu aufzustellen, während er zugleich ernsthaft erkrankte.
Ludwig ließ die zurückweichende ayyubidische Armee nicht verfolgen, sondern blieb mit seinem Heer für fünfeinhalb Monate in Damiette. Damit vergab er eine erfolgversprechende Möglichkeit, noch vor Einsetzen des sommerlichen Nilhochwassers durch das Nildelta nach Kairo vorzustoßen. Stattdessen wartete er auf Verstärkungen durch seinen Bruder, den Grafen Alfons von Poitiers, der jeden Tag erwartet wurde. Sultan as-Salih hatte inzwischen in al-Mansura mühsam die Moral seiner Truppen wiederhergestellt und sein Hauptheer zusammengezogen. Die bei Damiette lagernden Kreuzfahrer setzte er den Anschlägen seiner Überfalltrupps aus.
Am 24. Oktober 1249 traf Alfons endlich ein. Er brachte ein großes Truppenkontingent sowie eine gut gefüllte Kriegskasse mit. Nach seiner Ankunft berieten die Kreuzfahrer über das weitere Vorgehen. Es wurden im Wesentlichen zwei Alternativen erwogen: Die eine sah vor, die bedeutende Hafenstadt Alexandria anzugreifen; diese war nur relativ schwach verteidigt und für die Flotte der Kreuzfahrer leicht zu erreichen – womöglich schneller als as-Salihs Heer von al-Mansura hätte dort sein können. Der Besitz von Damiette und Alexandria hätte die Ayyubiden stark unter Druck gesetzt und wäre ein wertvolles diplomatisches Faustpfand für einen möglichen Tausch gegen Jerusalem und Palästina gewesen. Man entschied sich auf Druck von Robert von Artois aber schließlich für die Alternative, die vorsah, das Nildelta hinauf nach Kairo vorzustoßen und unterwegs das Hauptheer der Ayyubiden zu stellen und zu vernichten. Denn solange die Hauptstreitmacht des Sultans noch intakt war, blieb sie eine Bedrohung für die Kreuzfahrerstaaten und alle gemachten Eroberungen.

### al-Mansura
Am 20. November 1249 stießen die Kreuzfahrer endlich ins Landesinnere vor. Wie ihren Vorgängern beim Kreuzzug von Damiette (1218–1221) machten den Kreuzfahrern das schwierige, schlammig überflutete Gelände des Nildeltas sowie Krankheiten zu schaffen. Die Notwendigkeit, viele verschiedene Nilarme zu überqueren, verlangsamte ihr Vorwärtskommen. Außerdem wurden sie immer wieder in kleinere Scharmützel verwickelt. Diesmal wahrten sie aber die Disziplin und erreichten am 20. Dezember die Stadt al-Mansura, vor der das Hauptheer der Ayyubiden lagerte und von der sie nur noch durch den Nilarm Bahr as-Saghir getrennt waren.
In der Nacht vom 22. auf den 23. November starb Sultan as-Salih und die ayyubidische Herrschaft schien erschüttert, zumal sich sein junger Sohn und Erbe Turan Schah im fernen Syrien befand und seine Machtübernahme in keiner Weise vorbereitet war. Hastig ergriff eine Lieblingssklavin des toten Sultans, Schadschar ad-Durr, die über einigen Einfluss am Hof in Kairo verfügte, die Regentschaft für ihren Stiefsohn. Zusammen mit einigen treuen Beamten gelang es ihr, den Tod des Sultans vorerst geheim zu halten und eine Ordnung herzustellen, in welcher der zuvor noch in Ungnade gefallene Mamlukenemir, Fachr ad-Din Yusuf, den Oberbefehl über die Armee erhielt. Dabei kam ihr das langsame Vorrücken der Kreuzfahrer zugute.
In den folgenden Wochen gelang es den Kreuzfahrern nicht, den Nilarm nach al-Mansura zu überqueren. All ihre Versuche zur Errichtung von Behelfsbrücken oder Dämmen wurden durch die Verteidiger am gegenüberliegenden Ufer abgewehrt. Schließlich zeigte den Kreuzfahrern ein Einheimischer gegen reiche Bezahlung eine Furt in der Nähe, über die eine Überquerung des Nilarms möglich war. Im Morgengrauen des 8. Februar 1250 stießen die Kreuzfahrer über die Furt vor. Die Vorhut bestand aus ihren stärksten Kavallerie-Einheiten, darunter die von Robert von Artois, die der Templer unter ihrem Großmeister Guillaume de Sonnac, die wenigen Johanniter unter Jean de Ronay und ein englisches Kontingent unter William Longespée of Salisbury. Eigentlich sollten sie dort warten, um dem nachfolgenden restlichen Heer unter Ludwig IX. Deckung zu geben, das bei der Überquerung des Flusses verwundbar war, zumal auch Herzog Hugo IV. von Burgund zum Schutz des Feldlagers mit einem starken Kontingent Armbrustschützen, ein paar Reitern und den Deutschrittern zurückblieb.
Nachdem Robert von Artois die Vorhut ans andere Ufer geführt hatte, ignorierte er die Befehle des Königs und nutze die Chance für einen Überraschungsangriff auf das Feldlager der Muslime, die den Vorstoß der Kreuzfahrer noch nicht bemerkt hatten. Die Ayyubiden wurden von der wilden Attacke der schwergepanzerten Ritter völlig überrumpelt. Ihr Befehlshaber, Fachr ad-Din Yusuf, wurde getötet, bevor er Gelegenheit hatte seine Rüstung anzulegen. Ein großer weiterer Teil des ayyubidischen Heeres hielt sich in der Festungsstadt al-Mansura auf, in die die Geschlagenen nun flohen. Durch seinen Erfolg ermutigt, ließ sich Robert dazu verleiten, wieder entgegen dem Befehl des Königs, der noch das Hauptheer über den Fluss führte, und auch gegen den Rat des Templergroßmeisters, die Feinde in die Stadt zu verfolgen. Dort gerieten sie allerdings in eine Falle der Mamlukenkrieger unter Führung von Rukn ad-Din Baibars. In den engen Gassen der Stadt konnten sich die schweren Reiter kaum geeignet formieren, während ihre Feinde immer wieder hinter Hauswänden Schutz fanden oder sie von Dächern aus ungehindert beschießen konnten. Die Ritter wurden umzingelt und nur wenige von ihnen, so der schwerverwundete Tempelgroßmeister, konnten lebend entkommen.
Der König überquerte indessen mit dem Hauptheer den Fluss und wurde bald von den berittenen Bogenschützen der Muslime angegriffen. Da sich der Großteil seiner Armbrustschützen noch im christlichen Feldlager befand, hatte Ludwig diesen Angriffen wenig entgegenzusetzen. Dennoch hielt er die Formation zusammen und marschierte den Nilarm entlang bis zu der Stelle gegenüber seinem Feldlager vor, von wo nun seine Armbrustschützen in Booten übersetzten, woraufhin die Feinde sich in die Stadt zurückzogen. Dort schlug er nun sein neues Lager in den Trümmern des ayyubidischen Feldlagers auf und begann die Belagerung al-Mansuras.
Am 11. Februar führten die Mamluken einen Gegenangriff auf das Kreuzfahrerheer. Die Kreuzfahrer konnten den Angriff zwar zurückschlagen, erlitten dabei aber hohe Verluste. Unter den Toten war auch der Großmeister der Templer Guillaume de Sonnac. Die Kreuzfahrer wurden im weiteren Verlauf der Belagerung durch Hunger und Krankheiten weiter geschwächt. Obwohl sich die Umstände für die Kreuzfahrer verschlechterten, harrten sie vor al-Mansura aus. Möglicherweise spekulierten sie auf einen bald ausbrechenden Bürgerkrieg um die Nachfolge auf dem Sultansthron. Diese Hoffnungen wurden nicht erfüllt. Am 28. Februar 1250 traf Turan Schah in al-Mansura ein und einige Tage später gelang es den Muslimen, mit Booten, die sie auf Kamele verluden und, die Kreuzfahrer umgehend, stromabwärts transportieren, den Nil als einzigen Nachschubweg der Kreuzfahrer zu blockieren. Im März zog sich Ludwig mit seinem Heer wieder in sein altes Feldlager jenseits des Nilarms Bahr as-Saghir zurück und sandte Boten zum Sultan, um über einen Frieden zu verhandeln, so schlug er z. B. einen Austausch Damiettes gegen Jerusalem vor.

### Rückzug und Gefangennahme

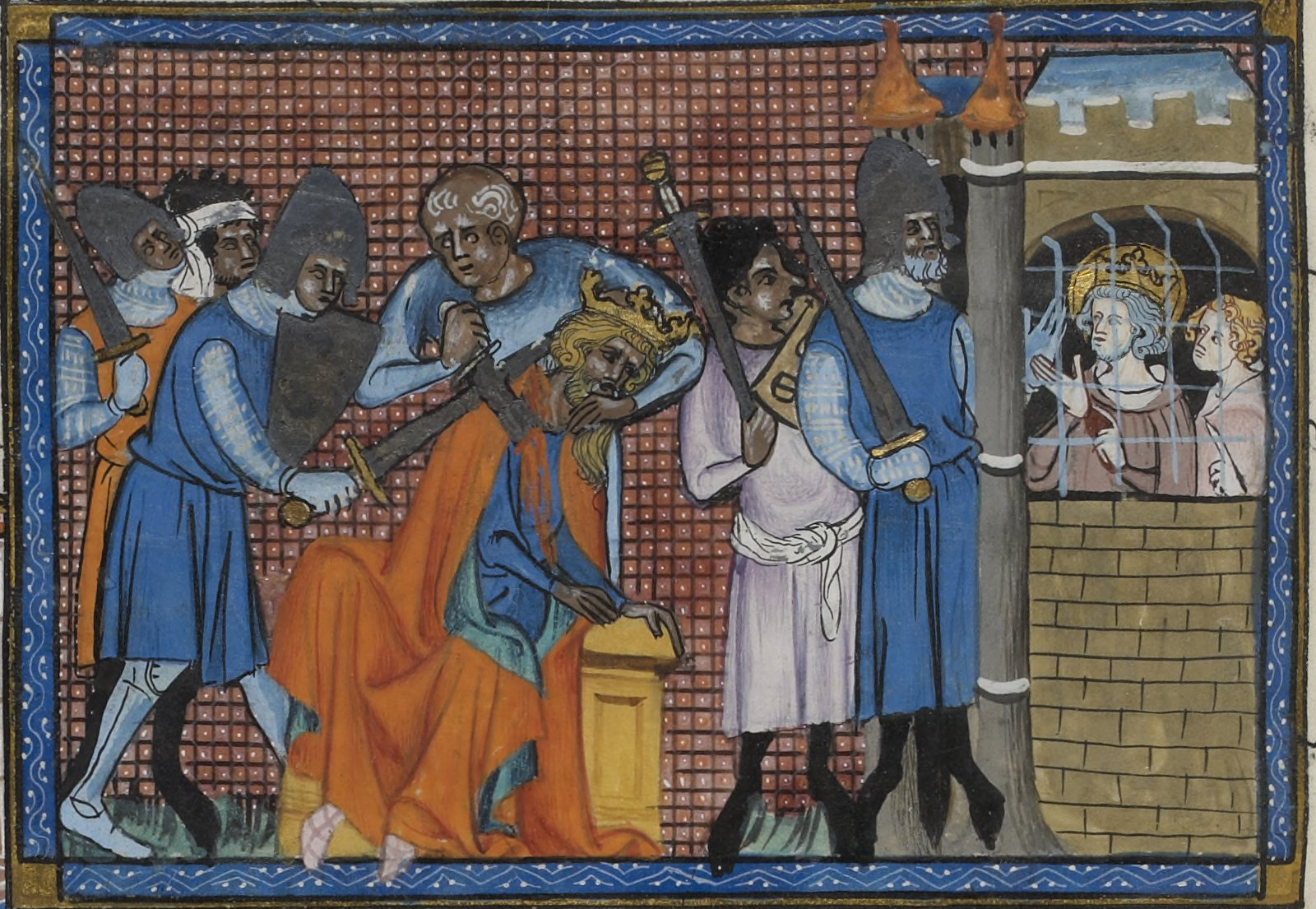
Die Mameluken ermorden Sultan Turan Schah, rechts daneben der gefangene heilige Ludwig. Französische Miniatur aus dem 14. Jahrhundert.

Der Sultan war sich der geschwächten Situation der Kreuzfahrer bewusst und lehnte Friedensverhandlungen ab. Weitere Verhandlungsversuche des Grafen Philipp von Montfort kamen nicht weiter. So sahen die Kreuzfahrer sich gezwungen, am 5. April ihr Lager vor al-Mansura aufzugeben und sich in Richtung Damiette zurückzuziehen. Um den Rückzug so zügig wie nötig zu halten, setzten sie ihr schwer zu transportierendes Belagerungsgerät in Brand. Die Verwundeten und von Krankheit Geschwächten wurden auf Galeeren den Nil hinunter gefahren, während der König mit dem kampffähigen Teil des Heeres am Ufer entlang marschierte. Das ayyubidische Heer unter Rukn ad-Din Baibars nahm die Verfolgung auf und überwältigte die nun unterlegenen Kreuzfahrer am 6. April 1250 bei Fariskur. König Ludwig IX., seine Brüder und der Großteil seines Heeres wurden gefangen genommen.
Damit war das Scheitern des Kreuzzuges besiegelt. Sultan Turan Schah ordnete die Enthauptung der meisten Gefangenen an, deren Anzahl so hoch gewesen sein soll, das dieses Massaker selbst für mittelalterliche Verhältnisse einzigartig war. Später schrieb al-Maqrīzī, wenn auch deutlich übertrieben, dass sich die Zahl der enthaupteten „Sklaven“ auf einhunderttausend belief. Nur die hohen Barone und Fürsten wurden verschont, da sie für die Kasse des Sultans ein entsprechend hohes Lösegeld versprachen. König Ludwig IX. wurde in Ketten nach al-Mansura gebracht, wo er in den Gemächern eines ehemaligen Sekretärs des verstorbenen Sultans as-Salih einquartiert wurde. In der Gefangenschaft handelte er einen zehnjährigen Waffenstillstandsvertrag mit Turan Schah aus, für seine Freilassung verlangte der Sultan ein Lösegeld von 1.000.000 Goldbezanten. Ludwig IX. konnte den Sultan auf 500.000 Goldbezanten für die Freilassung seines engsten Gefolges und die Aufgabe von Damiette für seine eigene Auslösung herunterhandeln. Die einfachen Gefangenen, die den Exekutionen entgangen waren, sollten nach dem Willen des Sultans in die Sklaverei nach „Babylon“ (wohl zum Kalifen nach Bagdad) geführt werden. Die unmittelbar darauf folgende Ermordung des Sultans durch seine eigene Elitegarde, der Mameluken, begünstigte eine schnellere Freilassung der Kreuzfahrer und einen erweiterten Verhandlungsspielraum. Denn die Mameluken waren in Anbetracht der Bedrohung seitens der Ayyubiden Syriens an einem guten Einvernehmen mit den Christen Outremers interessiert. Neben der Übergabe Damiettes gaben sich die Mameluken mit der Zahlung von 200.000 Goldbezanten für den König und dessen engeren Gefolge zufrieden. Und auch die einfachen Kreuzfahrer sollten von der Sklaverei verschont werden, sobald Ludwig IX. von Akkon aus weitere 200.000 Goldbezant nach Ägypten transferiert habe.

## Ludwig IX. im heiligen Land
Nach 31-tägiger Gefangenschaft kam Ludwig IX. am 8. Mai 1250 in der Kreuzfahrerbastion Akkon in Palästina an. Hier übernahm er die faktische Regierung für das Königreich Jerusalem, die ihm der rechtmäßige Regent, König Heinrich I. von Zypern, bereitwillig überließ. Entgegen dem Rat einiger Vertrauter entschloss er sich zu einem längeren Aufenthalt in Outremer, um die Belange der christlichen Besitzungen nach dem gescheiterten Kreuzzug zu ordnen. Er schickte am 10. August lediglich seine Brüder Alfons und Karl nach Frankreich zurück, die dort ihre Mutter bei der Regierung des Königreichs unterstützen sollten. Vor allem wollte Ludwig in Akkon noch die restlichen in Ägypten gefangenen Kreuzfahrer auslösen und trat deswegen in diplomatische Kontakte zu den Mameluken. Aus Rücksichtnahme zu ihnen schlug er ein Bündnisangebot des in Damaskus herrschenden Ayyubiden an-Nasir Yusuf aus, zumal dieser seit 1250 auch im Besitz von Jerusalem war. Als eine Gesandtschaft des Kaisers in Akkon eintraf, die ursprünglich nach Ägypten zu seiner Auslösung aufgebrochen war, hegte Ludwig Hoffnungen bezüglich einer Kreuznahme des Kaisers, mit dessen Hilfe er doch noch Jerusalem erobern wollte. Doch Kaiser Friedrich II. starb bereits im Dezember 1250.
Nachdem er die Verteidigungsanlagen von Akkon instand gesetzt hatte, brach Ludwig zu einer Pilgerreise auf. Er übernachtete am 24. März 1251 in Sepphoris und zog am folgenden Tag über den Berg Tabor reisend in Nazaret ein, wo er in der Verkündigungsbasilika einer Messe beiwohnte. Von dort aus zog er nach Caesarea weiter, wo er in den kommenden Monaten den Wiederaufbau der Stadtmauern leitete. Hier empfing er im April den Mongolenreisenden André de Longjumeau und entsandte darauf Wilhelm von Rubruk an den Hof des Großkhans nach Asien. Erneut lehnte Ludwig ein Bündnis mit an-Nasir von Damaskus ab, obwohl dieser ihm dafür eine Pilgerreise nach Jerusalem in Aussicht gestellt hatte. Stattdessen strengte Ludwig eine Allianz mit den Mameluken gegen an-Nasir an, der noch im Februar 1251 in der Schlacht von al-Kura unterlegen und deshalb entscheidend geschwächt war. Mit Hilfe der Mameluken schien die Eroberung Jerusalems nun doch möglich zu werden, doch als Ludwig mit seinem Heer im Frühjahr 1252 Richtung Gaza zog, erfuhr er von der Zurückweisung seines Bündnisangebotes durch Sultan Izz ad-Din Aybak.

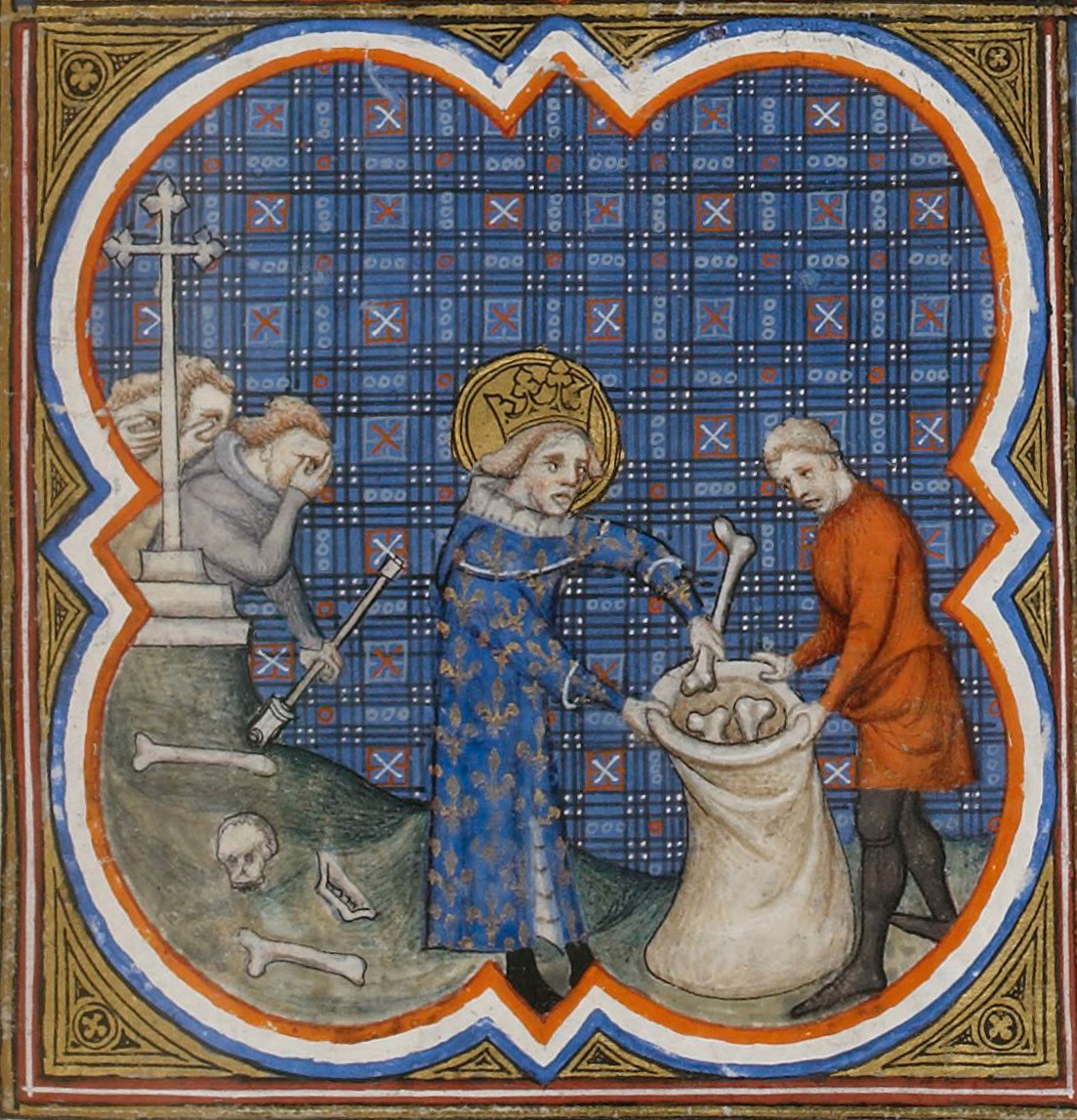
Ludwig der Heilige sammelt die Knochen von Sidon. Darstellung aus den Grandes Chroniques de France, 14. Jahrhundert.

Ludwig zog sich darauf nach Jaffa zurück, dessen Mauern er erneuern und in der Stadt den Franziskanern eine Kirche bauen ließ. Im Frühjahr 1253 starb König Heinrich I. von Zypern, worauf ihm Plaisance von Antiochia als nominelle Regentin von Jerusalem nachfolgte. Ebenso wie ihr Vorgänger erkannte sie die Regierung Ludwigs vorbehaltlos an. Die Lage für die Christen in Outremer verschlechterte sich im April 1253, nachdem sich die Ayyubiden von Syrien mit den Mameluken von Ägypten nach der Vermittlung des Kalifen al-Mustasim vertraglich ausgesöhnt hatten. An-Nasir führte daraufhin einen Angriff gegen Akkon durch und überfiel das nur gering befestigte Sidon, wo er 2000 Einwohner massakrieren ließ. Ludwig reagierte darauf mit einem Gegenangriff auf das ayyubidische Banyas, das er zwar nicht erobern, dafür aber an-Nasir zum Rückzug nach Damaskus bewegen konnte.
Anschließend zog Ludwig im Juni 1253 nach Sidon, wo er sich persönlich bei der Bergung der Leichen des Massakers engagierte und den vollständigen Wiederaufbau der Stadtmauern überwachte. In Sidon erreichten ihn im Sommer 1253 die Nachricht vom Tod seiner Mutter, Blanka von Kastilien († November 1252) sowie beunruhigende Meldungen vom wiederaufflammenden flämischen Erbfolgekrieg und verdächtigen Bewegungen König Heinrichs III. von England gegen Frankreich. Der englische König hatte vor einigen Jahren selbst ein Kreuzzugsgelübde abgelegt, auf das Ludwig in Palästina ebenso Hoffnungen gelegt hatte wie einst auf die Hilfe des Kaisers. Nachdem aber nun offensichtlich geworden war, dass Heinrich III. von England sein Gelübde nicht erfüllen würde, entschloss sich Ludwig zur Rückreise in die Heimat. Im Februar 1254 zog er wieder in Akkon ein und bereitete seine Abreise vor. Zur Verteidigung von Akkon und zur Vorbereitung eines künftigen Kreuzzuges stellte er eine Truppe aus einhundert Rittern auf, die er dem Kommando seines Paladins Geoffroy de Sergines anvertraute. Für das christliche Outremer handelte er mit an-Nasir von Damaskus einen Waffenstillstand auf zwei Jahre, sechs Monate und vierzig Tage aus.

## Rückreise
Ludwig IX. stach am 24. oder 25. April 1254 mit seinem Kreuzzugsheer von Akkon aus in See, schon in der folgenden Nacht setzte sein Schiff (La Monnaie) in einem Sturm auf eine Sandbank vor der Küste Zyperns auf, was ihn zu einem verlängerten Zwischenstopp nötigte. Auf der weiteren Fahrt machte er nur noch auf der Insel Lampedusa Halt, um dann direkt Frankreich anzusteuern. Statt wie beabsichtigt in den Hafen von Aigues-Mortes einzusegeln, entschied er sich am 3. Juli bei Hyères an Land zu gehen, um dort einer Predigt des Franziskanerspiritualen Hugo von Digne beizuwohnen. Er betrat also den abendländischen Boden in der zum Heiligen Römischen Reich gehörenden Grafschaft Provence, in der allerdings sein Bruder Karl von Anjou regierte. In Aix-en-Provence stattete er dem angeblichen Grab der Maria Magdalena einen Pilgerbesuch ab und besuchte die im Massif de la Sainte-Baume gelegene Höhle, in der die geläuterte Sünderin der Legende nach siebzehn Jahre lang ein Eremitendasein geführt hatte. Bei Beaucaire betrat Ludwig IX. sein französisches Königreich. Auf dem Landweg erreichte er Aigues-Mortes, wo inzwischen die Kreuzzugsflotte angelandet war und abrüstete. Über Saint-Gilles, Nîmes, Le Puy-en-Velay, Clermont und Saint-Benoît-sur-Loire zog er nach Norden und in seine bevorzugte Residenz im Schloss Vincennes ein. Von dort zog er zunächst nach Saint-Denis weiter, um dort feierlich die Oriflamme niederzulegen, am 17. Juli 1254 traf der König schließlich in Paris ein.
Ludwig IX. sollte nie wieder in das heilige Land zurückkehren; er starb 1270 auf seinem zweiten Kreuzzug (Siebter Kreuzzug) in Karthago.

## Folgen
Für die Christen war der Sechste Kreuzzug ein gewaltiger Fehlschlag. Trotz einer jahrelangen Vorbereitung, einem hohen Maß an materiellen Aufwand und diplomatischer Tätigkeit in Europa und Asien endete der letzte große Versuch, Jerusalem der Christenheit zurückzugewinnen, in einer militärischen Niederlage. Es wurde nicht nur das Ziel verfehlt, es war auch ein großer Verlust an Menschenleben zu beklagen. Die christliche Seite begünstigte der Kreuzzug nur insofern, dass er indirekt den Sturz der Ayyubidenherrschaft in Ägypten herbeigeführt hatte und somit die einst von Saladin begründete Verbindung zwischen Kairo und Damaskus und damit die muslimische Umklammerung der christlichen Territorien beendete. Während in Ägypten die Mameluken die Macht übernahmen, konnten sich die Ayyubiden in Syrien halten, die dadurch hervorgerufenen innermuslimischen Wirren brachten den verbliebenen Kreuzfahrerstaaten eine vorübergehende Entlastung. Die hielt allerdings nur bis zum Jahr 1260 an, indem die Mameluken Syrien erobern und damit das gesamte Ayyubidenreich unter ihrer Herrschaft wiedervereinen konnten. Die wachsende Bedrohung seitens der Mameluken sollte 1270 zur zweiten Kreuznahme des französischen Königs führen. Positiver als der eigentliche Kreuzzug fällt die Bilanz der Regentschaft Ludwigs IX. im heiligen Land von 1250 bis 1254 aus. Zwar konnte er die diplomatischen und militärischen Konflikte zwischen Damaskus und Kairo nicht zu eigenen Gebietsgewinnen nutzen, stellte dafür aber mit seinen Bautätigkeiten die seit der Niederlage von La Forbie darniederliegende Verteidigungsbereitschaft der christlichen Herrschaften wieder her. Auch überließ er die mit ihm in Gefangenschaft geratenen Kreuzfahrer nicht ihrem Schicksal, sondern bewerkstelligte unter großem finanziellen Aufwand ihre Freilassung.
Vergleichsweise gering schlug sich das Scheitern des Kreuzzuges wie auch die persönliche Gefangennahme auf das Ansehen Ludwigs IX. nieder. Als erster und einziger kreuzfahrender Monarch überhaupt geriet er in die Gefangenschaft des muslimischen Feindes, was sich allerdings in seinem späteren Kanonisierungsprozess nicht zum Nachteil auswirkte. Tatsächlich festigte sich damit seinen Nimbus als ein dem christlichen Glauben zutiefst verpflichteter König, zu dessen vorrangigsten Aufgaben der Kampf gegen die Ungläubigen gehöre. Seine Gefangenschaft unter ihnen wurde als besonders aufopferungsvolles Beschreiten des Leidensweges Christi und seine schnelle Freilassung als ein Wunder betrachtet.
Die mittelalterlichen Autoren würdigten allgemein die Anstrengungen und den persönlichen Einsatz Ludwigs IX. für die Rückgewinnung Jerusalems, machten primär nicht ihn für das Scheitern des Kreuzzuges verantwortlich und äußerten wenn dann nur verdeckt Kritik an ihm. Nach der Auffassung des Benediktinermönchs Matthäus Paris habe der Kreuzzug nicht die notwendige Unterstützung Gottes gehabt, da man die Hauptlast zur Finanzierung dieser bewaffneten Pilgerfahrt hauptsächlich der Kirche und dem geistlichen Stand aufgebürdet habe. Der Papst und der Legat Odo von Châteauroux sahen in einer fehlenden Glaubensfestigkeit unter der Mehrheit der Kreuzritter den Grund für das Scheitern. In einem im Sommer 1250 verfassten Brief an den König von Kastilien hingegen machte Kaiser Friedrich II. die gegen ihn gerichtete Politik des Papstes dafür verantwortlich, dass er nicht persönlich in das heilige Land ziehen könne, um Ludwig IX. zu unterstützen.  In einem weiteren um dieselbe Zeit datierten Brief an den byzantinischen Kaiser von Nikaia lastete Friedrich II. die Niederlage der Kreuzfahrer am Nil direkt dem Papst an. Diese Haltung war besonders unter weltlichen Autoren verbreitet, welche die weltliche Machtpolitik des Papstes und einen damit einhergehenden moralischen Verfall der Geistlichkeit als Ursache für die Niederlage anprangerten.
Die Nachricht von der Niederlage löste 1251 in Frankreich den sogenannten Hirtenkreuzzug aus, dessen Anhänger vorgeblich beabsichtigten in das heilige Land zu ziehen, um ihren König zu unterstützen. Tatsächlich verursachte die Bewegung teils schwere Unruhen im Land, worauf sie gewaltsam niedergeschlagen werden musste.
Dem Scheitern des Kreuzzugs im Nildelta 1250, trotz dessen hohen Grades an Organisation und materieller Ausstattung, wird eine maßgebliche Einwirkung auf den in der zweiten Hälfte des 13. Jahrhunderts einsetzenden Niedergang der Kreuzzugsbegeisterung in Frankreich eingeräumt. Der zweite Kreuzzug des Königs rief 1270 bei weitem nicht mehr eine so große Anteilnahme unter seiner Ritterschaft hervor wie noch 1248.

## Quellen

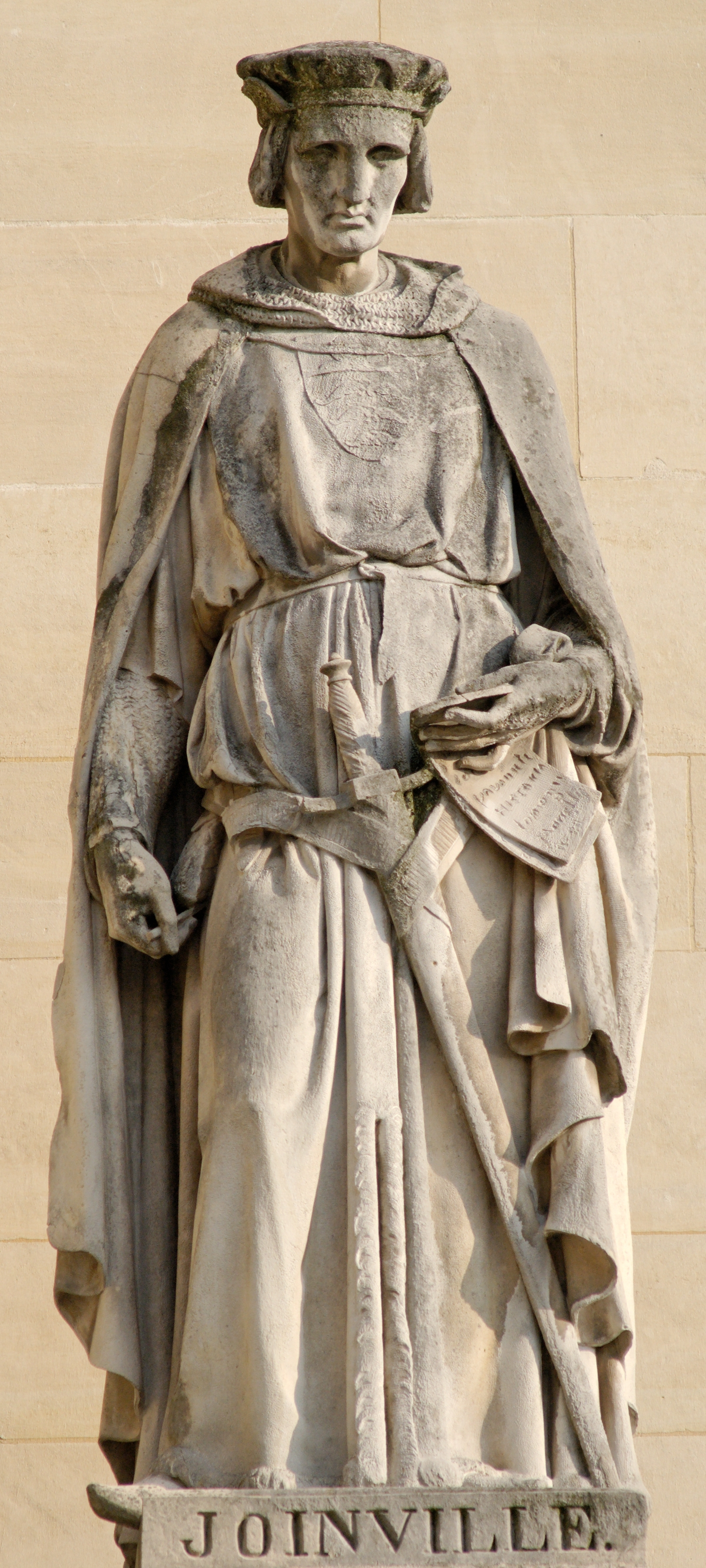
Statue des Jean de Joinville von Jean Marcellin um 1853 gefertigt. Paris, Louvre.